# Asesinato de Reagan Tokes
Reagan Tokes (Edgewood, Kentucky; 13 de marzo de 1995 - Grove City, Ohio; 9 de febrero de 2017) fue una joven estadounidense que fue secuestrada y posteriormente asesinada a los 21 años por Brian Golsby, cuando salía de su trabajo en el centro de Columbus. Golsby la robó y violó, obligándola después a conducir hasta el Scioto Grove Metro Park. Allí, la obligó a desnudarse y la condujo a un campo donde le disparó dos veces en la cabeza poco antes de la medianoche. Su cuerpo fue encontrado a la mañana siguiente.
Golsby acababa de salir de prisión, donde había cumplido una condena de seis años por secuestrar a una mujer embarazada y a su hijo y violar a la mujer. Se había declarado culpable de robo e intento de violación. Se alojaba en un programa de alojamiento temporal. Los funcionarios del programa de alojamiento y su agente de libertad condicional no lo vigilaron, y ante ese limbo violó la libertad condicional y cometió seis robos sin ser detenido antes de asesinar a Tokes.
Golsby fue declarado culpable en marzo de 2018 y condenado a cadena perpetua, aunque los fiscales presentaron una apelación cruzada, argumentando que un error legal le impidió obtener la pena de muerte. En 2019, a los fiscales se les concedió la autoridad para apelar. Los argumentos orales ante el Tribunal de Apelaciones del Décimo Distrito de Ohio se celebraron el 30 de julio de 2020. En septiembre, se dictaminó que los fiscales no podían seguir persiguiendo la pena de muerte. Bajo el mandato del exfiscal de distrito del condado de Franklin, Ron O'Brien, el estado apeló la decisión y el Tribunal Supremo de Ohio aceptó el caso. Sin embargo, bajo el mandato del siguiente fiscal de distrito, Gary Tyack, la apelación estatal fue retirada.
El asesinato de Tokes recibió una amplia cobertura mediática y fue catalogado como una de las diez noticias más importantes de la región en 2017 por The Columbus Dispatch. El caso también ha recibido atención nacional, apareciendo en programas como Dateline NBC y On the Case with Paula Zahn. El caso también llevó a peticiones formales de un cambio en el sistema de justicia penal de Ohio. En 2018, el gobernador John Kasich firmó parte de la Ley Reagan Tokes para convertirla en ley. La familia de Tokes demandó al Departamento de Rehabilitación y Corrección de Ohio (ODRC) y a NISRE Inc, la empresa cuyo programa alojaba a Golsby, argumentando que su negligencia y su falta de supervisión condujeron al asesinato de Tokes. Varios tribunales desestimaron la demanda contra el ODRC y el Tribunal Supremo de Ohio se negó a escuchar el caso de los Tokes contra el departamento. La demanda contra NISRE Inc. quedó pendiente, y se fijó el inicio de un juicio para 2020. La demanda se resolvió posteriormente.

## Antecedentes
Reagan Delaney Tokes nació el 13 de marzo de 1995 en Edgewood (Kentucky), hija de Toby Tokes y Lisa McCrary-Tokes. Se crio en Maumee (Ohio) y se graduó en el Anthony Wayne High School, y jugó en los equipos universitarios de lacrosse y tenis. El año en que empezó la universidad, sus padres y su hermana se trasladaron a Florida, dejando a Tokes en Ohio para empezar a estudiar en la Ohio State University. Tokes había querido asistir a la OSU desde que era niña. Originalmente se especializó en premedicina, pero cambió su especialidad a psicología. Planeaba graduarse en mayo de 2017 y mudarse a Cleveland, donde esperaba trabajar. Tokes también planeaba asistir a la escuela de posgrado, obtener otro título en psicología y abrir su propia práctica de psicología. Días antes de ser asesinada, publicó en las redes sociales sobre la elección de un marco para su diploma. Tokes trabajó en Bodega, un restaurante y bar en el barrio Short North de Columbus.
Por su parte, el autor del asesinato, Brian Lee Golsby (nacido el 26 de enero de 1988), llegó a afirmar que tuvo una madre maltratadora y que se vio afectado por el abuso de drogas y alcohol. También afirmó haber sufrido una violación en su juventud, aunque los fiscales lo discuten porque los relatos que dio eran incoherentes. Golsby empezó a cometer delitos cuando era menor. Estos incluían allanamiento de morada, receptación de objetos robados, hurto, robo en tiendas, daños con fines delictivos y amenazas a su madre con un cuchillo. Según una evaluación de delincuentes sexuales juveniles presentada por el Departamento de Servicios Juveniles de Ohio, Golsby violó a niñas de cinco años y a niños de seis, y fue miembro de la banda Crips durante su juventud.
En noviembre de 2010, secuestró a una mujer embarazada de ocho meses, junto con su hijo de dos años. Mientras la víctima adulta sacaba a su hijo del coche, se acercó por detrás y le puso un cuchillo en la garganta. La policía dice que también amenazó de muerte al niño. Golsby violó oralmente a la mujer delante del niño y la obligó a llevarle a varios cajeros automáticos para sacar dinero. La víctima se negó a declarar, temiendo por su vida y la de sus hijos, por lo que Golsby se declaró culpable de robo e intento de violación en mayo de 2011. Fue condenado a seis años de prisión por el cargo de robo y a otros seis años por el de intento de violación. Las condenas eran concurrentes, lo que significaba que estaría encarcelado un total de seis años en lugar de doce. Los seis meses que había pasado en la cárcel antes del acuerdo con la fiscalía contaban como parte de su condena de seis años, por lo que en lugar de ser puesto en libertad seis años después de la declaración de culpabilidad, en mayo de 2017, fue puesto en libertad cinco años y medio después, en noviembre de 2016.
Durante su estancia en prisión, Golsby cometió cincuenta y dos infracciones, entre las que se incluyen poseer contrabando, negarse a obedecer órdenes, robar, pelearse y crear disturbios. Su comportamiento fue tan problemático que fue trasladado a diferentes centros penitenciarios en varias ocasiones. Acabó cumpliendo su condena en cinco prisiones diferentes. Fue puesto en libertad el 13 de noviembre de 2016 y tuvo que registrarse como delincuente sexual de nivel III.
Tras su puesta en libertad, Golsby recibió un dispositivo de localización GPS de un programa de reinserción para exdelincuentes, llamado Alvis, el cual no realizó correctamente su función, ya que no lo vigiló activamente. Golsby no pudo ingresar en el programa de reinserción de Alvis debido a sus antecedentes penales y a su historial de violencia durante su estancia en prisión. Fue colocado en un centro de alojamiento temporal gestionado por el Programa EXIT. Al igual que Alvis, los funcionarios que trabajaban para el Programa EXIT no lo vigilaban. Le permitían ir y venir cuando quería y no comprobaban su paradero. Su única limitación era estar en el centro de alojamiento entre las diez de la noche y las seis de la madrugada siguiente. Según el fundador del programa, Golsby tenía un pase para salir de casa durante lo que él afirmaba que eran sus horas de trabajo. El agente de la condicional de Golsby tampoco lo controlaba. Golsby violó la condicional varias veces y cometió seis robos sin ser enviado a la cárcel ni a prisión. Las violaciones de la libertad condicional, que incluían dejar que se agotara la batería de su brazalete GPS y pasar varias noches fuera del centro de alojamiento del Programa de Salida, se consideraron "no graves" y no justificaron sanciones inmediatas.

## Crimen
La noche del 8 de febrero de 2017, Tokes fue a trabajar a Bodega en el centro de Columbus (Ohio). Golsby pasó la noche vagando por Columbus en busca de una víctima. Los datos del GPS muestran que caminó por el campus de la OSU y hasta North High Street. Desde aquí, subió a un autobús para dirigirse al centro de la ciudad. Luego pasó alrededor de una hora caminando en círculos cerca de Bodega.
Sobre las 21:45, Tokes salió de su puesto de trabajo y se dirigió a su coche. Se encontró con Golsby, que la obligó a entrar en su coche a punta de pistola y la secuestró. Durante su interrogatorio, Golsby dijo que le había dicho a Tokes que lo único que quería era dinero y que todo iría bien. Golsby obligó a la joven a llevarle a dos cajeros automáticos para sacar dinero, pero las transacciones fueron rechazadas. Pararon en el primer cajero, un Chase Bank, a las 22:02, e intentaron sacar 500 dólares. Doce minutos después, a las 22:14, pararon en un Huntington Bank.
A las 22:18 Tokes y Golsby llegaron a un callejón, y permanecieron allí durante doce minutos. Aquí es donde se cree que Golsby violó a Tokes. Un kit de violación realizado en el cuerpo de Tokes mostraría más tarde que Golsby la había violado. Después de la violación, Golsby hizo Tokes conducir de vuelta al primer cajero automático y la obligó a retirar 60 dólares. Tokes y Golsby también se detuvo en dos gasolineras, una estación de Sunoco a las 23:12 y otra de Turkey Hill a las 23:41.
Golsby decidió asesinar a Tokes para evitar que denunciara los delitos que había cometido contra ella. En su interrogatorio, admitió que ella suplicó por su vida, diciéndole "lo único que quiero es vivir". Los fiscales creen que Tokes cumplió las órdenes de su secuestrador para sobrevivir. Golsby la hizo conducir hasta el parque Scioto Grove Metro Park. Allí, la hizo aparcar el coche y quitarse toda la ropa, incluidos los zapatos. A continuación, llevó a Tokes a un campo y le disparó dos veces en la cabeza: uno en la nuca y otro en el lado izquierdo de la cara. Golsby le disparó a quemarropa y la mató al estilo ejecución.
Después de asesinar a Tokes, Golsby se llevó su Acura TL plateado a casa de su novia. Golsby y su novia fueron juntos a un restaurante McDonald's a la 1:45 de la madrugada. Golsby le regaló el bolso negro Kate Spade y la cartera blanca de Tokes. Más tarde se deshizo de la pistola y los casquillos en una alcantarilla e intentó sin éxito prender fuego al coche de Tokes para destruir las pruebas.

## Proceso judicial

### Investigación
Antes de ser secuestrada, mientras Tokes estaba en Bodega, envió un mensaje de texto a su padre diciéndole que le llamaría al salir del trabajo. Cuando no llamó, sus padres se preocuparon. Pasaron la noche tratando de llamarla y enviarle mensajes de texto, pero no obtuvieron respuesta. Hacia las 2 de la madrugada, el teléfono de Tokes se apagó. El 9 de febrero, sus padres se enteraron de que no había asistido a clase. Se presentó una denuncia por desaparición y la noticia se difundió a través de las redes sociales.
Al día siguiente del asesinato, un transeúnte descubrió su cuerpo desnudo y llamó a la policía. Un tatuaje y un collar ayudaron a los detectives a identificar a la víctima. El cuerpo de Tokes fue identificado oficialmente más tarde por su tío, que vivía cerca. Un patólogo forense declaró posteriormente en el juicio que se habían recuperado dos balas de la cabeza de Tokes durante la autopsia. También dijo que una de las heridas de bala que sufrió la joven fue disparada a quemarropa, lo que se ve corroborado por el testimonio de otro patólogo forense de que su ADN estaba dentro del cañón del arma.
Un lector digital que probablemente estaba acoplado a un vehículo comercial captó la matrícula delantera del coche de Tokes después de que Golsby lo abandonara. La información recopilada se introdujo en una base de datos a la que posteriormente accedió la policía. Los investigadores encontraron entonces el coche en el sureste de Columbus. En la parte trasera del coche y en el suelo junto a él había colillas de cigarrillos con ADN de Golsby.
También dentro del coche había una lata de gasolina. Los detectives descubrieron que se había comprado una similar la noche del asesinato de Tokes; más tarde obtuvieron una fotografía de Golsby comprándola. La pulsera GPS de Golsby le situaba en los lugares donde había estado Tokes: en la calle donde ella aparcó su coche, en los cajeros automáticos y en el parque. Junto con las colillas, se encontraron más pruebas de ADN contra Golsby procedentes del kit de violación realizado en el cuerpo de Tokes. También se encontraron restos de pólvora en la ropa del hombre.

### Arresto
Golsby fue detenido el 11 de febrero sobre las cuatro de la madrugada por agentes del SWAT; en la comisaría, fue interrogado por el detective Rick Forney.Golsby confesó haber obligado a Tokes a conducir hasta los cajeros automáticos para retirar dinero, así como haberla forzado a conducir hasta el parque. Dijo a los detectives que una vez en el parque ordenó a Tokes que saliera del coche y se desnudara, y luego la dejó allí. Inicialmente negó haber tenido contacto sexual con ella y haber tenido un arma. Los detectives idearon entonces una nueva estrategia.
Sugirieron a Golsby que debía tener un cómplice. Golsby se inventó entonces una historia en la que un hombre llamado "T.J." le exigía dinero y le decía que haría daño a sus hijos si no se lo daba. Dijo que T.J. le obligó a violar a Tokes a punta de pistola. "Quería salir corriendo y llamar a la policía, de verdad. Podría haberlo hecho, pero al mismo tiempo no quería poner a mis hijos en peligro", dijo Golsby a los detectives. En el parque, T.J. obligó a Tokes a desnudarse y le disparó en la cabeza. Aunque los detectives sabían que Golsby mentía sobre el cómplice, fingieron creerle. Mientras estaba en la cárcel, confesó a un amigo y a la madre de su hijo que había asesinado a Tokes.

### Juicio
La selección del jurado para el juicio comenzó el 23 de febrero de 2018.Los abogados defensores habían solicitado un cambio de sede debido a la amplia cobertura mediática que rodeaba el caso, pero el juez Mark Serrott lo denegó. El juicio comenzó el 5 de marzo de 2018. El fiscal de distrito del condado de Franklin, Ron O'Brien, dijo a los miembros del jurado en su declaración de apertura que Tokes experimentó una «noche de terror» y que ella era "una estudiante de psicología que nunca llegó a graduarse porque fue ejecutada a quemarropa por un arma de fuego".
En el segundo día, a los miembros del jurado se les dio un recorrido por donde Tokes fue la noche de su asesinato, incluyendo Bodega y el Scioto Grove Metro Park. Vieron fotos de la escena del crimen y escucharon al testigo que descubrió el cuerpo de Tokes, y también a un detective. El 7 de marzo, los miembros del jurado escucharon a la exnovia a la que Golsby había dado el bolso de Tokes, así como a un agente de la Oficina de Investigación Criminal de Ohio y a un empleado de la Autoridad de Libertad Condicional. Al día siguiente, 8 de marzo, los fiscales mostraron un vídeo del interrogatorio de Golsby por el detective Forney. Además del vídeo, el detective Forney subió al estrado como testigo.
El último día del juicio, los forenses testificaron que el esperma de Golsby se encontró en el cuerpo de Tokes y que el ADN de Tokes estaba dentro del cañón de la pistola. Tanto el amigo de Golsby como la madre de su hijo también testificaron sobre las confesiones que éste les hizo. El forense adjunto del condado de Franklin, Donald Pojman, describió las dos heridas de bala que sufrió Tokes, una de las cuales fue el resultado de la presión de una pistola contra su sien. Durante los alegatos finales, los fiscales argumentaron que Golsby asesinó a Tokes para evitar ser capturado. Los abogados de la defensa argumentaron en sus alegatos finales que Golsby no era lo suficientemente inteligente como para planear el asesinato de Tokes y que, en su lugar, la mató como consecuencia del pánico.
Golsby fue declarado culpable de todos los cargos el 13 de marzo, fecha en la que Tokes cumplía 23 años. A la hora de determinar la pena, el jurado no se puso de acuerdo. El juez Mark Serrott condenó a Golsby a cadena perpetua el 21 de marzo. Durante la sentencia, Serrott dijo a Golsby que a él le habían perdonado la vida gracias a su educación, pero a Tokes no. "Reagan no hizo nada malo, en absoluto, y sin embargo perdió la vida por tus antecedentes". Tras ser condenado a cadena perpetua, se declaró culpable de seis robos ocurridos antes del asesinato de Tokes. Golsby está actualmente encarcelado en la Penitenciaría Estatal de Ohio, una prisión de máxima seguridad en Youngstown.

### Apelaciones
Los abogados de Golsby solicitaron una apelación en 2018 poco después de su condena, actuación que decidieron abandonar más tarde. El fiscal de distrito del condado de Franklin, Ron O'Brien, continuó buscando la pena de muerte para Golsby. Ese año, O'Brien presentó una moción de cincuenta y tres páginas, junto con más de cien páginas de pruebas, solicitando una apelación cruzada. O'Brien y otros fiscales argumentaron que un error legal permitió a Golsby escapar de la pena de muerte. Afirmaron que durante la fase de la pena del juicio, el juez Serrott se equivocó en sus instrucciones al jurado, al decirles que la defensa no tenía la carga de la prueba cuando presentaba factores atenuantes. Según los fiscales, este error significó que los miembros del jurado tuvieron en cuenta factores atenuantes presentados por la defensa que, de hecho, nunca se habían producido. Por ejemplo, los fiscales rebatieron la afirmación de Golsby de que había sufrido una violación de niño porque cambió su historia varias veces.
En algunos momentos, afirmó que tenía diez años cuando se produjo la violación; otras veces, afirmó que tenía doce años en ese momento; en otras ocasiones, afirmó que tenía trece años. Los fiscales dijeron que también dio información incoherente sobre el lugar de la violación, diciendo que ocurrió en una tienda, detrás de una tienda y en la calle. O'Brien y Steven Taylor, jefe de su división de apelaciones, escribieron en su petición que "había sobradas razones para solicitar la pena de muerte» y que Golsby es un "delincuente violento reincidente sin remordimientos, propenso a la violación y al robo y ahora al asesinato con agravantes". Dijeron que "dados los muchos delitos cometidos por el acusado (Golsby), la sentencia de cadena perpetua sin libertad condicional por el asesinato con agravantes puede considerarse un fracaso de la justicia que justifica la corrección al demostrar un error legal".
En enero de 2019, O'Brien y Taylor pidieron al tribunal de apelaciones que acelerara la apelación. En febrero de 2019, durante una audiencia previa al juicio de otro acusado de asesinato capital, O'Brien mencionó el retraso del tribunal de apelaciones, diciendo que el tribunal "ha hecho cero al respecto". El 30 de abril de 2019, el Tribunal de Apelaciones del Décimo Distrito de Ohio concedió la autoridad del Estado para apelar. El 30 de julio de 2020, se presentaron argumentos orales ante el Tribunal de Apelaciones del Décimo Distrito de Ohio. El 29 de septiembre, el tribunal de apelaciones dictaminó que las instrucciones del juez Serrott habían sido correctas.
Los fiscales apelaron la decisión. En enero de 2021, el Tribunal Supremo de Ohio anunció que había aceptado el caso. Sin embargo, bajo el mandato del recién elegido fiscal de distrito Gary Tyack, se retiró la apelación del estado y el Tribunal Supremo de Ohio desestimó el caso.